# Samuel Alfred Ross
Samuel Alfred Ross także Samuel Alford Ross (ur. 29 października 1870, zm. 10 grudnia 1929) – amerykanoliberyjski polityk i dziennikarz.
Był synem polityka Josepha Rossa. Studiował na Lincoln University w Pensylwanii. Zasiadał w Senacie (1910), pełnił funkcję prokuratora generalnego (1912). W latach 1920–1924 był wiceprezydentem kraju. Od 1927 do 1929 redaktor African Agricultural World, od 1928 do śmierci pocztmistrz generalny.